# Franz Ferdinand
Franz Ferdinand — британская вокальная инди-рок-группа, образованная в 2002 году в Глазго. В состав группы изначально входили Алекс Капранос (вокал, гитара, клавишные), Ник Маккарти (ритм-гитара, клавишные, бэк-вокал), Боб Харди (бас-гитара), Пол Томсон (ударные), но затем Маккарти в 2016 году временно покинул группу и он был заменён на Дино Бардота (гитара) и Джулиана Корри (клавишные, синтезатор, гитара). Группа известна как одна из самых популярных постпанк-ривайвл групп, попавших в топ-20 хитов Великобритании и продавших более 3 млн копий студийных альбомов (на момент 2009 года). Они были номинированы на несколько «Грэмми» и получили две Brit Awards и NME Awards.
История группы началась с релиза дебютного EP «Darts of Pleasure» в 2003 году на лейбле Domino Records. Они получили признание после того, как заглавная песня с EP заняла 44 место в UK Singles Chart. В январе 2004 группа выпустила песню «Take Me Out» . Она тут же получила мировое признание, попала в чарты разных стран и принесла Franz Ferdinand номинацию на «Грэмми» в категории «Лучшее рок-выступление дуэтом или группой». С тех пор эта песня стала визитной карточкой группы и получила одобрение критиков. Затем Franz Ferdinand выпустили одноимённый дебютный альбом 9 февраля 2004 года, который очень тепло был встречен музыкальными критиками. Альбом получил Mercury Prize и номинацию на «Грэмми» как «Лучший альтернативный альбом».
В 2005 году группа выпустила свой второй альбом «You Could Have It So Much Better», спродюсированный Ричем Кости. Альбом также получил одобрение критиков и имел коммерческий успех, с попаданием в топы чартов. Был номинирован на «Лучший альтернативный альбом» и сингл, выпущенный с него, «Do You Want To», в свою очередь был номинирован на «Лучшее рок-выступление дуэтом или группой» на 48-й ежегодной премии «Грэмми».
Третий студийный альбом Franz Ferdinand, «Tonight: Franz Ferdinand», был анонсирован в конце 2008 и выпущен в январе 2009. Релиз был примечателен изменением музыкального стиля группы, который с пост-панк-ориентированного звука, который был свойственен первым двум пластинкам, стал более танцевальным и насыщенным электроникой. «Tonight: Franz Ferdinand» также был коммерчески успешным и имел положительные отзывы, но в меньшей степени, чем это было с двумя первыми альбомами. В июне 2009 года вышел ремикс-альбом «Blood: Franz Ferdinand».
Спустя четыре года после релиза «Tonight», группа выпускает свою четвёртую студийную работу «Right Thoughts, Right Words, Right Action». В 2015 было объявлено о создании супергруппы FFS, включающей в себя Franz Ferdinand и американскую рок-поп группу Sparks, которая в июне 2015 выпустила одноимённый альбом «FFS». А в 2016 году группу временно покинул Ник Маккарти, чтобы сконцентрироваться на семье и других музыкальных проектах, и затем вернуться.

## История

### Образование группы
Группа «Franz Ferdinand» была образована в Глазго в 2001 году. Алекс Капранос и Боб Харди были к этому времени уже знакомы по Институту Искусств Глазго (Glasgow School Of Art). Капранос тогда играл вместе с будущим барабанщиком «Franz Ferdinand» Полом Томсоном в группе Yummy Fur, но решил создать собственную команду, куда пригласил Томсона и Харди, которого сам научил играть на бас-гитаре. Знакомство Алекса Капраноса с четвёртым членом Franz Ferdinand, её будущим гитаристом Ником Маккарти, произошло на вечеринке, во время которой между ними чуть не завязалась потасовка из-за спиртного. Конфликт разрешился, как только на вопрос о том, играет ли Ник на ударных, тот ответил положительно, хотя играл на контрабасе и клавишных. Впоследствии Маккарти освоил электрогитару и стал вторым гитаристом в группе, который начал репетировать у него дома, что вызвало недовольство соседей. В поисках места для репетиций участники группы нашли заброшенное складское помещение в Глазго и обосновались там, днём репетируя, а вечером и ночью устраивая бесплатные концерты и вечеринки. Это место получило неофициальное название «The Chateau» (в переводе с французского — «замок»). Однако фактом самовольного захвата здания заинтересовалась полиция, и группа была вынуждена его покинуть. Впрочем, «замку» скоро нашлась замена — заброшенное здание суда. Название «штаб-квартиры» Franz Ferdinand менять не стали, называя теперь «замком» уже новое место репетиций.

### Происхождение названия
Группа названа в честь австрийского эрцгерцога Франца Фердинанда, убийство которого в Сараево в 1914 году стало поводом к началу Первой мировой войны.

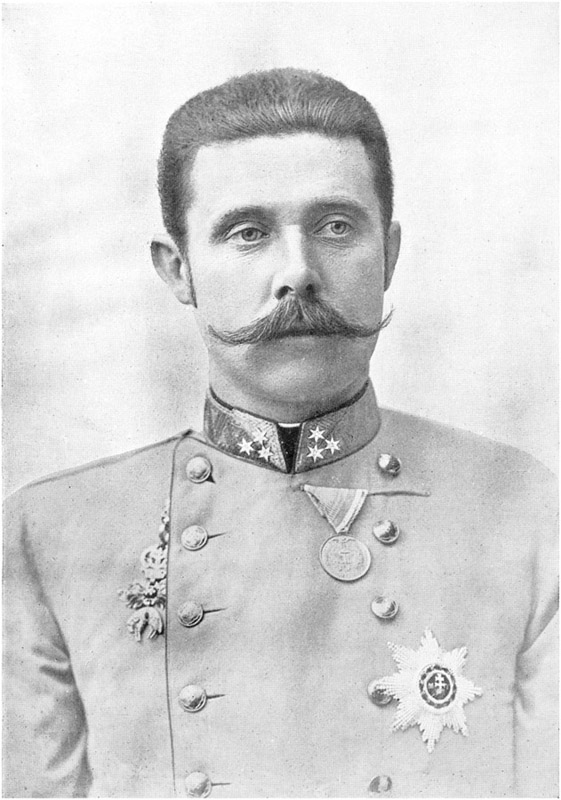
Эрцгерцог австрийский Франц Фердинанд

По одним источникам, музыканты смотрели по телевизору трансляцию скачек, на которых одна из лошадей носила кличку Эрцгерцог, и вспомнили об австрийском эрцгерцоге. По другой версии, поводом для выбора такого названия стала телетрансляция автогонок:
Один из нас, не помню уже кто, смотрел по ТВ гонки автомобилей «порше», и отметил поворот, который назывался «эрцгерцог» (archduke). Мы освежили наши знания истории и решили, что имя Франц Фердинанд было бы неплохим названием.

### Franz Ferdinand(2003—2004)
Популярность «Franz Ferdinand», поддерживаемая регулярными бесплатными концертами в «The Chateau», постепенно росла, и к середине 2003 года известия о перспективной команде из Глазго дошли до Лондона: сразу несколько рекорд-лейблов предложили группе заключить контракт. Выбор музыкантов остановился на независимом лейбле «Domino Records» под руководством Лоуренса Белла. Первый EP группы, «Darts of pleasure», вышел 8 сентября 2003 года и занял 44 строчку в британском чарте.
Дебютный альбом под названием «Franz Ferdinand» был записан в Швеции, в городе Мальмё, под руководством продюсера Тора Йохансона, работавшего ранее с «The Cardigans». Диск поступил в продажу 9 февраля 2004 года и получил восторженные отзывы критиков, благодаря чему группа стала быстро набирать популярность, в том числе за пределами Великобритании. Этот альбом занял 3 место в британском и 12 место — в австралийском чарте альбомов; за него «Franz Ferdinand» были удостоены нескольких престижных музыкальных премий, в числе которых — Mercury Prize (лучший альбом, 2004), NME Awards (Philip Hall Radar Award и лучшая песня (Take Me Out), 2004) и Brit Awards (лучшая группа и лучшая рок-группа, 2005). В 2004 году группа выступила на многих известных фестивалях, в частности, Glastonbury, T In The Park, Reading и Leeds, а также на вручении премии Грэмми в 2005 году вместе с такими исполнителями как Los Lonely Boys, Maroon 5, Black Eyed Peas и Gwen Stefani. По всему миру было продано 3.6 млн копий этого альбома.
Некоторые песни из этого альбома вошли в саундтреки к компьютерным играм, например, «Tell Her Tonight» присутствует в FIFA 2005, «Take me out» — в NHL 2005, «Michael» — в Gran Turismo 4.
В мае 2005 года Franz Ferdinand дали два концерта в Москве в клубе «Б2» и на фестивале «Максидром».

### You Could Have It So Much Better(2005—2006)

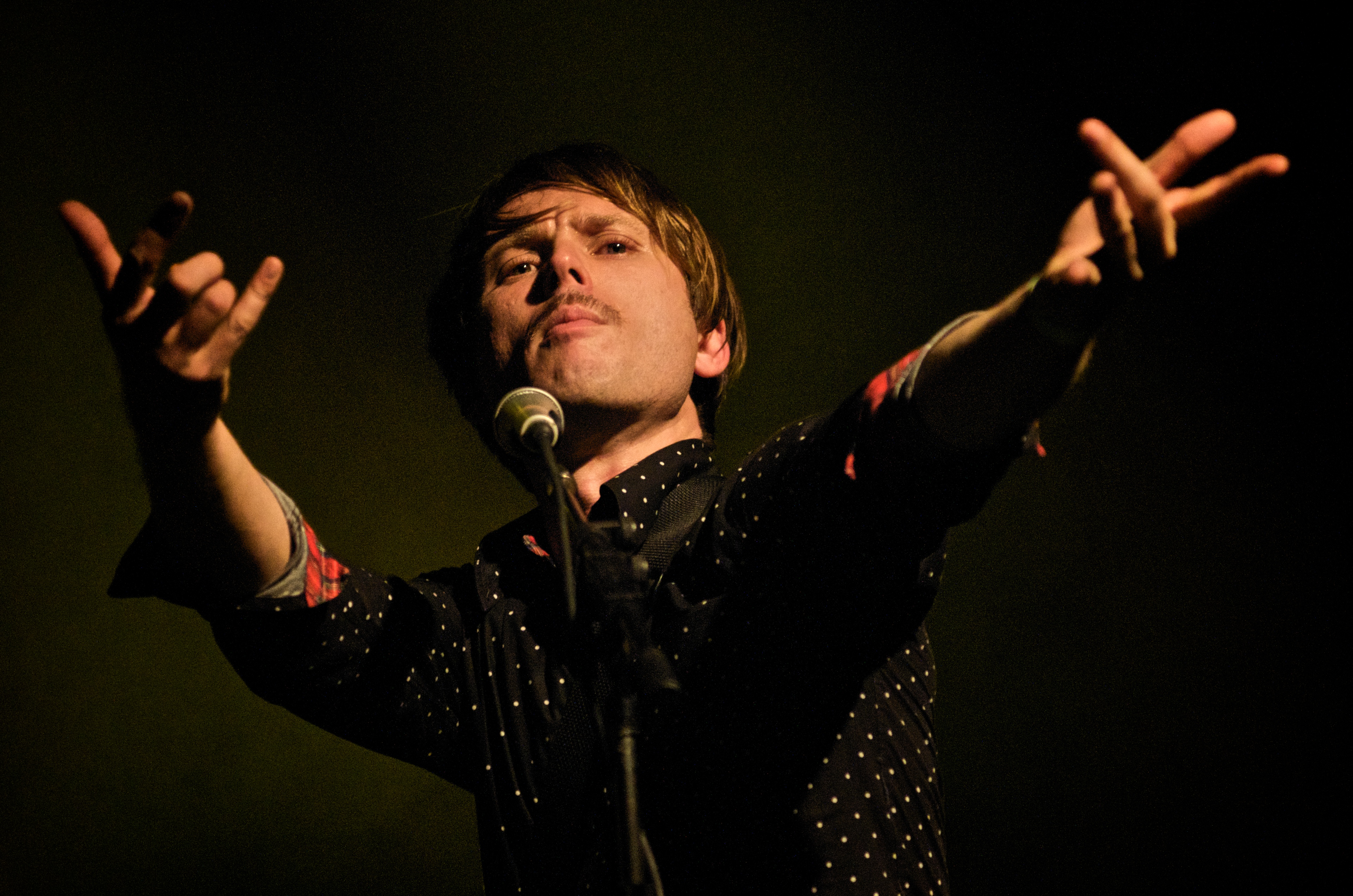
Алекс Капранос на фестивале в Сан-Паулу в 2007 году.

В течение 2005 года Franz Ferdinand записывали свой второй альбом в Глазго и Нью-Йорке. Первоначально планировалось, что он будет называться «Franz Ferdinand 2», «Outsiders» либо вовсе не будет иметь названия, но в итоге музыканты остановились на названии «You Could Have It So Much Better». Релиз диска состоялся 3 октября 2005 года. На создание обложки этого альбома музыкантов вдохновило творчество русских авангардистов (Алекс Капранос — бакалавр искусств, известный своим интересом к русскому авангарду), в частности, Александра Родченко. При этом если для некоторых синглов «Franz Ferdinand» были сделаны вариации на тему отдельных работ Родченко и Эла Лисицкого, то обложка «You Could Have It So Much Better» представляет собой коллаж на основе знаменитого портрета Лили Брик, сделанного Александром Родченко. Музыкальные критики тепло встретили альбом: кто-то считал его равным первому, кто-то — что он гораздо лучше дебютника. Он достиг первого места в британском и восьмого — в американском чарте. Группа попыталась расширить свой музыкальный диапазон на этой пластинке. «You Could Have It So Much Better» был продан тиражом в 2 млн копий по всему миру.
В поддержку альбома были выпущены четыре сингла — «Do You Want To», «Walk Away», «The Fallen» и «Eleanor Put Your Boots On». Первый занял четвёртое место в британском чарте и был признан Q лучшим синглом 2005 года, в то время как «Walk Away» и «The Fallen» попали лишь в топ-15 UK Singles Chart. «Eleanor Put Your Boots On» занимал лишь 30ю строчку.
«You Could Have It So Much Better» получил номинацию как «Лучший альтернативный альбом» на 48-й ежегодной премии «Грэмми» в 2006 году, так же как и сингл с него «Do You Want To» в номинации «Лучшее рок-выступление дуэтом или группой».

### Tonight: Franz Ferdinand(2007—2009)
26 января 2009 года Franz Ferdinand выпустили третий студийный альбом, получивший название «Tonight: Franz Ferdinand», который первоначально планировалось назвать, в честь одной из песен альбома — «Bite Hard». По словам Алекса Капраноса, пластинка получилась более танцевальной, чем предыдущие работы группы, что отразилось в её названии:
В нём прослеживается отчётливое влияние диско. Хотя сами песни не обязательно выдержаны в этом стиле, они все же построены вокруг диско-бита.
Группа записывала альбом в заброшенном здании в Глазго, которое раньше было театром, с середины 2007 года. Он был сведён с помощью канадского специалиста Майка Фрейзера. Песня «Ulysses» была выбрана в качестве первого сингла и была выпущена 19 января 2009 года. Сначала её сыграл на радио Зейн Лоу 17 ноября 2008 года. Вскоре после этого она попала на YouTube. Сингл не имел большого успеха в UK Top 40, достигнув всего лишь 20 позиции, но в Испании и Японии он проявил себя лучше, где достиг 2 и 3 места соответственно."Ulysses" также вошла в Top 20 US Modern Rock Chart. Альбом в целом дебютировал на 2-й позиции в британском чарте и 9-й в Billboard 200 США. Второй сингл "No You Girls"имел успех как в чартах, так и по радио. «Can’t Stop Feeling» был выпущен 6 июля в качестве третьего сингла с альбома, а 28 августа «What She Came For» был выпущен в качестве 4-го сингла c одним ремиксом в качестве бисайда. 26 августа 2009 года, Franz Ferdinand исполнили «What It Comes» на шоу «Tonight Show с Конаном О’Брайеном».
Группа выступила на Radio 1’s live lounge, исполнив свой второй сингл «No You Girls», и сделав кавер на песню «Womanizer» Бритни Спирс. В феврале 2009 года фестиваль Гластонбери объявил Franz Ferdinand первыми хэдлайнерами. Группа также представила тур 19ю датами по США весной, в поддержку нового альбома. Тур включал также выступление на фестивале Coachella. Franz Ferdinand также заявлены одной из главных выступающих групп на Big Weekend Radio 1 в Суиндоне в мае. А 6 мая 2009 года было объявлено, что они станут 3-м вступительным актом в рамках мирового тура Green Day в поддержку альбома «21st Century Breakdown». Они играли там с 8 по 26 августа 2009 года, а затем ездили в турах с Kaiser Chiefs и The Bravery.

### Right Thoughts, Right Words, Right Action (2013)
В феврале 2010 группа анонсировала выход нового альбома. Алекс Капранос заявил, что все участники группы дали обещания самим себе не разглашать как идёт запись, потому как «это то, о чём я сожалел, когда выходил их предыдущий альбом».
Группа играла новые песни в ходе турне 2012 года. В марте 2013 Franz Ferdinand продолжили презентовать новые песни, в начале марта были сыграны «Evil Eye» и «Love Illumination», а в конце месяца свет увидела «Goodbye Lovers and Friends».
16 мая был официально анонсирован их 4 студийный альбом, наряду с названием, также были показаны трек-лист и обложка.

### FFS (2015)
В марте 2015 года было объявлено об образовании супергруппы FFS совместно со Sparks. Дебютный одноимённый альбом вышел летом 2015 года.

### Always Ascending (2018)
Герои танцевального инди-рока продолжают высекать тот же танцевальный инди-рок, разве что прибавив к нему чуть больше электронных звуков. Всё благодаря продюсеру Филлипу Здару, который до этого работал с Cassius, Phoenix, Beastie Boys. Дата релиза намечена на 9 февраля 2018 года.
Hits to the Head (2022)
В марте 2022 года был выпущен сборник самых популярных и известных песен группы. В сборник вошло множество песен из дебютного альбома, а так же некоторые синглы. Так же были включены синглы «Billy Goodbye» и «Curious», вышедшие незадолго до альбома.

## Факты о Franz Ferdinand
- Алекс Капранос, грек по отцу, вплоть до недавнего времени носил девичью фамилию матери, Хантли, во избежание дискриминации по национальному признаку.
- В честь группы в 7 части манги «JoJo's Bizarre Adventure» есть персонаж Доктор Фердинанд.
- Ник МакКарти вырос в Мюнхене — поэтому в текстах песен Franz Ferdinand встречаются строчки на немецком, например, в песне «Darts of pleasure»:

Ich heisse Super-fantastisch!
Ich trinke Schampus mit Lachsfisch!
Ich heisse Super-fantastisch!

Сам МакКарти комментирует это так:
Я — выходец из Мюнхена. Почти всю жизнь там прожил. Вот и вся наша связь с Германией, о которой вы спрашивали. И немецкие словечки в песнях тоже, наверное, в мою честь.
- Несмотря на награду Brit Awards в номинации «лучшая рок-группа», Капранос ранее заявлял, что считает Franz Ferdinand поп-группой:

Мы исполняем самую настоящую поп-музыку. Она апеллирует прямо к природным инстинктам человека. Если ты покачиваешь ножкой под музыку — это уже поп. Nirvana играли поп-музыку. Sex Pistols и Velvet Underground делали то же самое.
Впрочем, у барабанщика Пола Томсона другое мнение на этот счёт:
Мы осознали, что Franz Ferdinand — все же не совсем поп-группа, поскольку мы не вписываемся в рамки правил, принятых в мире поп-музыки. Да, мы близки к этому миру, но всё же гуляем сами по себе.
- Franz Ferdinand получали приглашение написать песню для фильма «Гарри Поттер и Кубок огня», а также сняться в роли «волшебной» группы Weird Sisters. Несмотря на то, что музыканты являются большими поклонниками Гарри Поттера, проект так и не был осуществлен.
- Связь творчества Franz Ferdinand с русским искусством XX века не исчерпывается дизайном обложек альбомов и синглов: песня «Love and Destroy» написана под впечатлением от романа Михаила Булгакова «Мастер и Маргарита», а именно от главы, в которой Маргарита устраивает погром в квартире литературного критика Латунского. По иронии судьбы, московский клуб «Б2», в котором группа дала один из двух московских концертов в 2005 году, расположен на Большой Садовой улице, в непосредственной близости от мест, описанных в романе Булгакова.
- Franz Ferdinand приняли участие в записи саундтрека к фильму Тима Бёртона «Алиса в стране чудес». Музыканты записали композицию на стихи «The Lobster Quadrille» из книги Кэрролла (в переводе Бориса Заходера — «Раковая кадриль»).
- Вторая композиция «Do You Want To» из альбома «You Could Have It So Much Better» звучит в эндинге аниме-сериала «Paradise Kiss».
- Песни «Take Me Out», «Tell Her Tonight», «Michael» и «This Fire» попали в плейлисты компьютерных игр от EA Sports.
- 8 июля 2016 на официальной странице группы в твиттере было объявлено о том, что гитарист Ник Маккарти временно покидает группу и не будет участвовать в записи альбома и тура в его поддержку.
- В 2022 году сингл «This Fire» стал заглавной темой польско-японского аниме Киберпанк: Бегущие по краю.[7]

## Участники

### Текущие участники
- Алекс Капранос (Alex Kapranos) — вокал, гитара, клавишные (2002–настоящее время)
- Боб Харди[англ.] (Robert Hardy) — бас-гитара (2002–настоящее время)
- Дино Бардот (Dino Bardot) — гитара (2017–настоящее время)
- Джулиан Корри (Julian Corrie) — клавишные, синтезатор, гитара (2017–настоящее время)

### Бывшие участники
- Ник МакКарти (Nick McCarthy) — гитара, клавишные, бэк-вокал (2002–2016)
- Пол Томсон (Paul Thomson) — ударные, бэк-вокал (2002–2021)

## Награды
| Год  | Награда             | Категория                                     |
| ---- | ------------------- | --------------------------------------------- |
| 2004 | Mercury Prize       | Mercury Prize                                 |
| 2004 | Ivor Novello Awards | Лучшая современная песня                      |
| 2004 | NME Awards          | Philip Hall Radar Award                       |
| 2004 | MTV Awards          | Прорыв года (Клип)(Take Me Out)               |
| 2004 | Q Awards            | Лучшее видео (Take Me Out)                    |
| 2005 | Brit Awards         | Лучшая группа                                 |
| 2005 | Brit Awards         | Лучшее британское рок-выступление             |
| 2005 | NME Awards          | Лучшая песня (Take Me Out)                    |
| 2005 | NME Awards          | Лучший альбом (Franz Ferdinand)               |
| 2005 | Meteor Music Awards | Лучшая международная группа                   |
| 2005 | Meteor Music Awards | Лучший международный альбом (Franz Ferdinand) |
| 2006 | NME Awards          | Лучшая выступающая группа                     |

## Дискография

### Студийные альбомы
- Franz Ferdinand (2004)
- You Could Have It So Much Better (2005)
- Tonight: Franz Ferdinand (2009)
- Blood: Franz Ferdinand (альбом ремиксов, 2009)
- Right Thoughts, Right Words, Right Action (2013)
- Always Ascending (2018)
- Hits to the Head[англ.] (сборник, 2022)
- The Human Fear[англ.] (2025)

### Коллаборативные альбомы
- FFS (2015) (совместно со Sparks как супергруппа FFS)

### Синглы
- «Darts of Pleasure» (2003)
- «Take Me Out» (2004)
- «The Dark of the Matinée» (2004)
- «Michael» (2004)
- «This Fire» (2004)
- «Do You Want To» (2005)
- «Walk Away» (2005)
- «The Fallen» / «L. Wells»[8] (2006)
- «Eleanor Put Your Boots On»[9] (2006)
- «Lucid Dreams» (2008, не выпускался на физическом носителе)
- «Ulysses» (2008)
- «No You Girls» (2009)
- «Can`t Stop Feeling» (2009)
- «Right Action» (2013)
- «Love Illumination» (2013)
- «Evil Eye» (2013)
- «Bullet» (2013)
- «Fresh Strawberries» (2014)
- «Stand on the Horizon» (2014)
- «Always Ascending» (2017)
- «Billy Goodbye» (2021)
- «Curious» (2022)
- «Audacious» (2024)
- «Night or Day» (2024)